# Fagopyrum
Fagopyrum é um gênero botânico da família polygonaceae. Embora suas sementes produzam uma farinha semelhante ao trigo, a planta é na verdade uma gramínea cujos nomes populares são fagópiro, trigo-sarraceno ou trigo-mourisco.

## Espécies
Contém duas espécies:
- Fagopyrum esculentum
- Fagopyrum tataricum